# Iduberga (Itta)
Iduberga, również Itta lub Ida z Nivelles/Nijvel (ur. ok. 592, zm. 652 w Nivelles) – żona Pepina z Landen, majordoma Austrazji, matka św. Gertrudy z Nivelles, benedyktynka (OSB), ksieni, święta Kościoła katolickiego.
Za radą św. Amanda biskupa Maastrichtu, po śmierci męża w 640 roku, założyła klasztor benedyktynek w Nivelles (nid. Nijvel). Ona sama została pierwszą opatką, a następnie jej córka Gertruda.
Z Pepinem miała drugą córkę, Begę żonę Ansegizela, syna Arnulfa, biskupa Metzu. Jej jedyny syn to Grimoald Starszy, majordom Austrazji i ojciec króla Childeberta Adoptowanego.
Iduberga z Nivelles została podobnie jak córki wyniesiona na ołtarze.
Jej wspomnienie liturgiczne obchodzone jest 8 maja.
Nie należy mylić Ideburgi/Idy z bł. Idą z Nivelles żyjącą w latach ok. 1197-1231.